# Моряна (мифология)
Моря́на — славянский мифологический персонаж, стихийный дух женского пола. Согласно русскому поверью — дочь Морского царя и персонификация одноимённого холодного и резкого ветра, дующего с моря на сушу; водяница. Морянами также называли морскую разновидность русалок в целом. В. И. Даль упоминает морян вместе с огнянами и ветрянами (другие источники дополнительно причисляют к ним землян). Хотя образ Моряны весьма расплывчат и она может быть как индивидуальным персонажем, так и представлять собой «семейство» духов, существует несколько общих черт, присущих практически любому поверью, с ней связанному: происхождение из морских вод, огромный рост, длинные волосы и воздействие на погоду.
А. М. Ремизов называет Моряну богиней моря и повелительницей ветров; он также упоминает её в своём сказочном цикле «К Морю-Океану». О божественном статусе Моряны говорит и В. А. Прохоров в своих «Русских древностях».
Из-за созвучия её имени с именем Марены Моряну иногда отождествляли с ней и называли божеством смерти.

## Мифологический образ
Русские поверья о Моряне немногочисленны. По наиболее распространённому из них, большую часть дня она плавала глубоко в море, принимая облик рыбины и играя с дельфинами, либо же каталась по водам сидя в золотом челноке. Выходила на сушу только в тихие вечера, колыхаясь на волнах, плещась и теребя морскую гальку. Когда Морской царь злился и поднимался шторм, Моряна успокаивала его, и буря тоже утихала. Моряна обладала ослепительной красотой. По мнению В. А. Прохорова, язычники считали Моряну богиней, а также возлюбленной Солнца; в одной из старых русских сказок она упоминается под именем морской царевны Анастасии. В этой сказке Иван-царевич подслушивает разговор Солнца со своей матерью, в ходе которого Солнце говорит, что когда Анастасия брызгает на него водой, его лицо покрывается «румянцем стыдливости».
Согласно другому поверью, Моряна — весьма суровая, одетая в белое великанша с растрёпанными волосами. Она повелевает юго-восточными ветрами в устье Волги, тем самым представляя собой большую угрозу для моряков в Каспийском море. Главным соперником Моряны является Дед — шапка драная, владыка северо-западного ветра, который почти всегда ей проигрывает; когда они сталкиваются в поединке, волны столбом возносятся к небу, и, скручиваясь, топят корабли.
Шутовки-моряны также описываются как девы огромных размеров. Они прячутся у прибрежных скал, и, как только рядом окажется корабль, выныривают и раскачивают его так, что тот терпит крушение. Иногда они нападают на людей, пытаясь затащить их с собой под воду, и единственный способ защититься от морян — вырвать у них как можно больше волос, похожих на морскую пену. Наиболее активны во время бури.
Моряне близки образы Зари, богини-громовницы, Марьи Моревны и Марины лазоревой.